# Габуния, Нодар Калистратович
Нодар Калистратович Габуния (груз. ნოდარ კალისტრატეს ძე გაბუნია; 9 июля 1933, Тифлис, ныне Тбилиси — 31 августа 2000, Амстердам) — советский и грузинский композитор и пианист, Заслуженный деятель искусств Грузинской ССР (1967), Народный артист Грузинской ССР (1982).

## Биография
Учился в Тбилисской консерватории, в 1954 году переехал в Москву, где окончил Московскую консерваторию сразу по двум классам: фортепиано под руководством Гольденвейзера в 1957 году и классической композиции под руководством Хачатуряна в 1962 году. После завершения получения образования вернулся в Тбилиси, где сразу же стал преподавать в Государственной консерватории Тбилиси; в 1965 году возглавил кафедру фортепиано, В 1968 году стал доцентом, в 1976 году получил учёное звание профессора, а в 1984 году был назначен ректором консерватории, занимая эту должность до конца жизни. С 1973 по 1979 год был секретарём Союза композиторов Грузинской ССР, а с 1996 по 1997 год — председателем Союза композиторов Грузии. В 1986 году получил Государственную премию Грузинской ССР. Некоторое время был приглашённым лектором в Королевской консерватории Гааги, часто выступал с концертами, как в СССР, так в зарубежных странах, как пианист, в том числе со своими собственными произведениями. Умер в Амстердаме, но был похоронен в Тбилиси.
В 1960-е годы его репертуар включал в себя произведения Стравинского, Прокофьева и в особенности Белы Бартока, много сделав для популяризации творчества последнего в СССР. В 1964 году создал сатирическое произведение «Басня» (по мотивам басни Орбелиани) для чтеца, трёх мужских голосов и семи инструментов с нетипичными для грузинской музыки выразительными средствами, которое в 1973 году получило премию на Международном музыкальном фестивале ЮНЕСКО. По мнению критиков, в этом сочинении остро диссонирующее политическое содержание, мотивное варьирование, полиритмия и полиметрия соединены с модальностью и полифонией, которые более типичны для западногрузинской музыки. Более поздние сочинения Габунии были уже значительно проще по языку.
Творческое наследие композитора включает в себя музыкальные композиции (камерная и вокальная музыка), симфонии, инструментальные концерты, в том числе три фортепианных, квартеты, сонаты для фортепиано; был автором музыки к ряду фильмов, мюзиклов и спектаклей. Одним из самых известных его произведений является 2-й струнный квартет (1982).
Габуния — первый исполнитель партии фортепиано в известной Фортепианном квартете Альфреда Шнитке (сентябрь 1976, совместно с Грузинским струнным квартетом).